# 台灣獨立黨
台灣獨立黨是中華民國第273個注册政黨，成立於2015年5月8日，主席為陳兆銘，其目標是為了台灣獨立，認為生長在台灣土地的人，有權建立自己的國家。曾推出多位候選人參選2016年立法委員選舉。2020年4月29日，內政部公告因未依《政黨法》補正完成，宣布廢止该党的備案。

## 成立宗旨
台灣獨立黨以鼓勵台灣住民追求實現以「台灣」為國籍名稱為宗旨，以推動「台灣國籍宣示運動」為任務。台灣獨立黨認為，台灣主權歸屬問題到目前仍處於未定狀態，因此，台灣人必須擔負歷史的責任，正式向國際社會宣示台灣人才是台灣的主權擁有者。

## 黨綱
台灣獨立黨主張，台灣民族有權利在台灣建立主權獨立的現代化國家，並成為聯合國會員國。

## 參選紀錄

### 2016年立委選舉
- 立委政見：台灣獨立黨主張台灣獨立，「台灣獨立」的意思是台灣人擁有台灣主權。台灣只有獨立才能擁有主權，只能以「台灣」為國名，不能以任何國家的國名為國名。

不分區立委提名一席：田明達
- 政黨票得票數：27,496
- 政黨票得票率(%)：0.23%

| 候選人 | 參選選區         | 號次 | 得票數 | 得票率 | 結果   |
| ------ | ---------------- | ---- | ------ | ------ | ------ |
| 黃清原 | 臺北市第一選舉區 | 3    | 378    | 0.20%  | 未當選 |
| 陳民乾 | 臺北市第二選舉區 | 2    | 865    | 0.45%  | 未當選 |
| 林新凱 | 臺北市第三選舉區 | 3    | 794    | 0.41%  | 未當選 |
| 陳兆銘 | 臺北市第四選舉區 | 5    | 568    | 0.26%  | 未當選 |
| 李家幸 | 臺北市第五選舉區 | 5    | 885    | 0.53%  | 未當選 |
| 林珍妤 | 臺北市第六選舉區 | 5    | 1,328  | 0.83%  | 未當選 |
| 林芷芬 | 臺北市第七選舉區 | 6    | 588    | 0.36%  | 未當選 |
| 吳振槖 | 桃園市第二選舉區 | 2    | 634    | 0.35%  | 未當選 |
| 藍大山 | 桃園市第六選舉區 | 3    | 1,272  | 0.78%  | 未當選 |
| 全承威 | 山地原住民選舉區 | 8    | 496    | 0.44%  | 未當選 |

### 2020年立委選舉
| 候選人 | 參選選區         | 號次 | 得票數 | 得票率  | 結果   |
| ------ | ---------------- | ---- | ------ | ------- | ------ |
| 柳淑芳 | 高雄市第三選舉區 | 1    | 939    | 0.4016% | 未當選 |

## 外部連結
- 台灣獨立黨的Facebook專頁